# (29496) 1997 WE8
1997 دابليو إي 8 (ويعرف أيضًا باسم (29496) 1997 دابليو إي 8 وفق تسمية الكوكب الصغير) (بالإنجليزية: 1997 WE8)‏ هو كويكب ضمن حزام الكويكبات؛ وترتيبه 29496 من حيث الاكتشاف.
اكتُشف هذا الجُرم الفلكي بواسطة تاكيشي أوراتا ‏ في 19 نوفمبر 1997.

## وصلات خارجية
- (29496) 1997 WE8 في قاعدة بيانات مختبر الدفع النفاث لأجرام النظام الشمسي الصغيرة

- الاكتشاف · مخطط المدار ·  العناصر المدارية · المعلمات المادية

- (29496) 1997 WE8 على موقع ويكي سكاي: DSS2, SDSS, GALEX, IRAS, Hydrogen α, X-Ray, Astrophoto, Sky Map, Articles and images